# Parantonae dipteroides
Parantonae dipteroides är en insektsart som beskrevs av Fowler. Parantonae dipteroides ingår i släktet Parantonae och familjen hornstritar. Inga underarter finns listade i Catalogue of Life.